# Moesios
Los moesios en (griego Μοισοί Moisoi) eran una tribu tracia que habitaban en parte de lo que sería la provincia romana de Moesia, de los cuales tomó el nombre.

Los tracólogos sugieren que los moesios pudieron hablar un idioma o dialecto intermedio entre el dacio y el tracio.
De su idioma o dialecto, solo unos pocos términos están registrados; su etnónimo (Moesoi, Moesi), algunos topónimos y antropónimos, y un fitónimo: mendruta, el nombre moesio para la heleborina rojo oscuro (L. Veratrum nigrum) o la remolacha (L. Beta vulgaris).